# Максимин (дипломат)
Вижте пояснителната страница за други личности с името Максимин.
Максимин (на латински: Maximinus) е източноримски държавник от 5 век, служещ като посланик в двора на Атила и висш министър в Константинопол.
Максимин е военачалник на Ардабур в римско-персийската война през 422. През 448 Теодосий II (c. 408 – 450) го изпраща при Атила; Орест и Едикон, хунските посланици в Константинопол, се връщат с него в Панония. Едикон е подкупен от главния министър на императора, Хрисафий, да убие Атила, но пристигайки в Панония той информира господаря си за заговора, за който Максимин е в пълно неведение. Атила разбира това и впоследствие обръща ненавистта си само срещу императора и неговия министър, презирайки дори да накаже Вигилий, който е в дъното на заговора и който на свой ред е уловен в капан от Атила. Това посланичество на Максимин е описано от неговия секретар, Приск, на който се дължи почти цялото съвременно знание за личността и личния живот на Атила.
Максимин става впоследствие един от четирите основни министри на император Марциан (c. 450 – 457), а след това става върховен командир на провинция Египет, където води успешна кампания срещу етиопците. Той неизменно е представян като добродетелен, твърд и високо надарен мъж. (Priscus, p. 39, 40, 48 – 70; Socrat. Hist. Eccles., vii. 20; Priscus.)